# Смешанная парная сборная Мексики по кёрлингу
Смешанная парная сборная Мексики по кёрлингу — смешанная национальная сборная команда (составленная из одного мужчины и одной женщины), представляет Мексику на международных соревнованиях по кёрлингу. Управляющей организацией выступает Федерация ледовых видов спорта Мексики (исп. FMC Deportes Invernales AC).

## Результаты выступлений

### Чемпионаты мира
| Год       | Место          | Игры           | Победы         | Поражения      | Состав (женщина, мужчина, тренер)                             |
| --------- | -------------- | -------------- | -------------- | -------------- | ------------------------------------------------------------- |
| 2008—2018 | не участвовали | не участвовали | не участвовали | не участвовали | не участвовали                                                |
| 2019      | 46             | 7              | 0              | 7              | Adriana Camarena Osorno, Ramy Cohen Masri, Barry Ivy (тренер) |
| 2020—2022 | не участвовали | не участвовали | не участвовали | не участвовали | не участвовали                                                |

(источник: )

### Квалификационные турниры кчемпионатам мира
| Год       | Место          | Игры           | Победы         | Поражения      | Состав (женщина, мужчина, тренер)                              |
| --------- | -------------- | -------------- | -------------- | -------------- | -------------------------------------------------------------- |
| 2019/2020 | не участвовали | не участвовали | не участвовали | не участвовали | не участвовали                                                 |
| 2022/2023 | 21             | 6              | 1              | 5              | Angélica Pérez Anzures, Ramy Cohen, Robbie Gallaugher (тренер) |
| 2023/2024 | 20             | 5              | 2              | 3              | Estefana Quintero, Ismael Abreu Saro, Heather Beatty (тренер)  |
| 2024/2025 | 13             | 6              | 3              | 3              | Danielle Serra, Diego Tompkins, Doug Tompkins (тренер)         |